# مارکون بزینا
مارکون بزینا (انگلیسی: Marcon Bezzina؛ زادهٔ ۱۱ سپتامبر ۱۹۸۵) جودوکار زن دسته ۶۳ کیلوگرم اهل مالت است که در مجموع در مسابقات قهرمانی کشورهای همسود و بازی‌های کشورهای کوچک اروپا برندهٔ ۱ مدال نقره و ۳ مدال برنز شده‌است.